# Gisela Hahn

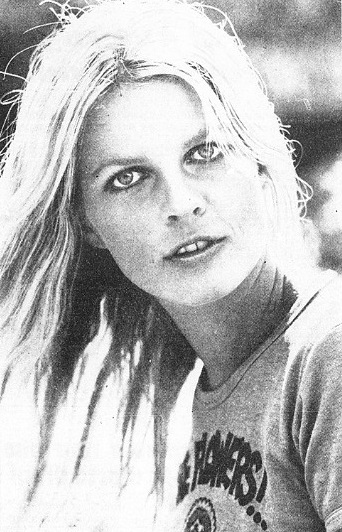
Gisela Hahn (1972)

Gisela Hahn; gebürtig Gisela Drenkhan (* 13. Mai 1943 in Briesen, Westpreußen) ist eine deutsche Schauspielerin.

## Leben
Aufgrund des Flüchtlingsschicksals ihrer Eltern kam sie zweijährig nach Hamburg und wuchs in Visselhövede auf. Nach der Mittleren Reife absolvierte sie eine Lehre bei Siemens und machte als Bowling-Meisterin auf sich aufmerksam. 1963 ging sie nach München. Dort wurde sie Arzthelferin, um ihren privaten Schauspiel- und Gesangsunterricht zu finanzieren. Kurz danach hatte sie 1963/64 unter dem Künstlernamen „Gisela Hahn“ ihre ersten Theaterauftritte.
Als attraktiver Blickfang wirkte sie ab 1964 in zahlreichen Spielfilmen mit. Einige Jahre war Gisela Hahn auch in deutschen Fernsehserien zu sehen, bevor sie sich 1970 in Rom niederließ und vorwiegend in italienischen Produktionen agierte. Vorwiegend Krimis, Western und Abenteuerfilme waren ihr Terrain. Im Dezember 1976 erschienen Bilder von ihr in der italienischen Ausgabe des Magazins Playboy. 1983 kehrte sie nach Deutschland zurück, wo sie 1984 die Leitung des Filmvertriebs Cinevox übernahm. Daneben zeigte sie sich gelegentlich in Fernsehrollen.

## Filmografie (Auswahl)
- 1964: Die lustigen Weiber von Tirol
- 1965: … und sowas muß um 8 ins Bett
- 1965: DM-Killer
- 1965: Neues vom Hexer
- 1965: Das Liebeskarussell
- 1965: Don Juan oder Die Liebe zur Geometrie (Fernsehfilm)
- 1966: Kommissar X – In den Klauen des goldenen Drachen
- 1967: Mister Dynamit – Morgen küßt Euch der Tod
- 1967: Die Friedrich-Hollaender-Show – Eine Mars-O-Vision-Sendung (Fernsehfilm)
- 1968: Zimmer 13 (Fernsehserie, 13 Folgen)
- 1968: Die süße Zeit mit Kalimagdora (Sladky cas Kalimagdory)
- 1968: Fließband ins Jenseits
- 1969: Ende eines Leichtgewichts
- 1969: Van Gogh (Fernsehfilm)
- 1969: Revenge
- 1970: Der leise Atem der Lust (La servante)
- 1970: Gradiva
- 1970: Die rechte und die linke Hand des Teufels (Lo chiamavano Trinità)
- 1971: Arriva Durango: paga o muori!
- 1971: Kommissar X jagt die roten Tiger
- 1971: Als die Frauen das Bett erfanden (Quando gli uomini armarono la clava e… con le donne fecero din-don)
- 1971: Zwei wilde Companeros (¡Viva la muerte… tua!)
- 1972: César und Rosalie (César et Rosalie)
- 1972: Incensurato, provata disonestà, carriera assicurata, cercasi
- 1972: Sie nannten ihn Zambo (Zambo, il dominatore della foresta)
- 1974: Heidi (Fernsehserie, nur Stimme)
- 1974: Les Humphries – Es knallt und die Engel singen
- 1974: Le soleil de Palicorna (Fernsehfilm)
- 1974: Commissariato di notturna
- 1974: Es war nicht die Nachtigall
- 1974: Michel aus Lönneberga (Emil i Lönneberga) (Fernsehserie, 1 Folge)
- 1974: Chi ha rubato il tesoro dello scia?
- 1975: Wolfsblut greift ein (Zanna Bianca alla riscossa)
- 1975: Ran an die hübsche Paukerin (La supplente)
- 1975: L’amaro caso della baronessa di Carini (Fernsehserie, 2 Folgen)
- 1975: Scaramouche, der Teufelskerl (Le avventure e gli amori di Scaramouche)
- 1976: Triumphmarsch (Marcia trionfale)
- 1976: Il comune senso del pudore
- 1976: Le seminariste
- 1976: Zwei Supertypen räumen auf (Il padrone della città)
- 1977: L’ultimo aereo per Venezia (Fernsehserie, 7 Folgen)
- 1977: Ligabue (Fernsehserie)
- 1977: Mr. Carlis und seine abenteuerlichen Geschichten (Fernsehserie)
- 1978: Battle of the Stars (attaglie negli spazi stellari)
- 1978: I problemi di Don Isidro (Fernsehserie, 1 Folge)
- 1978: The Fifth Glacial Era (Kurzfilm)
- 1979: Ernesto
- 1979: Disco-Fieber
- 1979: Palermo oder Wolfsburg
- 1980: Astaron – Brut des Schreckens (Contamination)
- 1980: Jungfrau unter Kannibalen (El caníbal)
- 1980: White Pop Jesus
- 1981: Bosco d’amore
- 1982: Banana Joe
- 1982: Deadly Game
- 1982: Schwarz Rot Gold (Fernsehserie, 1 Folge)
- 1982: La ferdinanda: Sonate für eine Medici-Villa
- 1982: SOKO 5113 (Fernsehserie, 1 Folge)
- 1982: Mondkräcker (Fernsehfilm)
- 1984: …und das Leben geht weiter (Fernsehserie)
- 1989: La vallée des espoirs (Fernsehserie)
- 1993: Tisch und Bett (Fernsehserie)
- 1996: Faust (Fernsehserie, 1 Folge)
- 1997: Küstenwache (Pilotfilm)
- 1997: Küstenwache (Fernsehserie, 4 Folgen)
- 2006: Unser Charly (Fernsehserie, 1 Folge)
- 2007: Alles außer Sex (Fernsehserie, 1 Folge)
- 2013–2014: Verbotene Liebe (Fernsehserie, 9 Folgen)
- 2019: Polizeiruf 110: Die Lüge, die wir Zukunft nennen (Fernsehreihe)
- 2024: Ohne Wahrheit
- 2024: Karigula